# XI Korpus Wielkiej Armii
XI Korpus Wielkiej Armii – jeden z korpusów Wielkiej Armii I Cesarstwa Francuskiego.

## Dowódcy XI Korpusu WA
- Pierre Augereau,
- Étienne Macdonald,
- Étienne Maurice Gérard, dowodził XI Korpusem Wielkiej Armii podczas bitwy nad Kaczawą

## Początek wojny z Rosją 1812

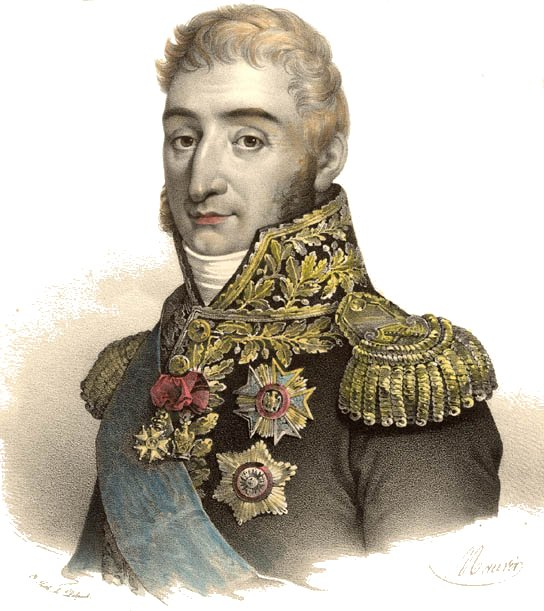
Pierre Augereau, dowódca XI Korpusu Wielkiej Armii w 1812

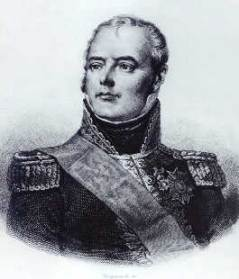
Etienne Macdonald, dowódca XI Korpusu Wielkiej Armii w 1813

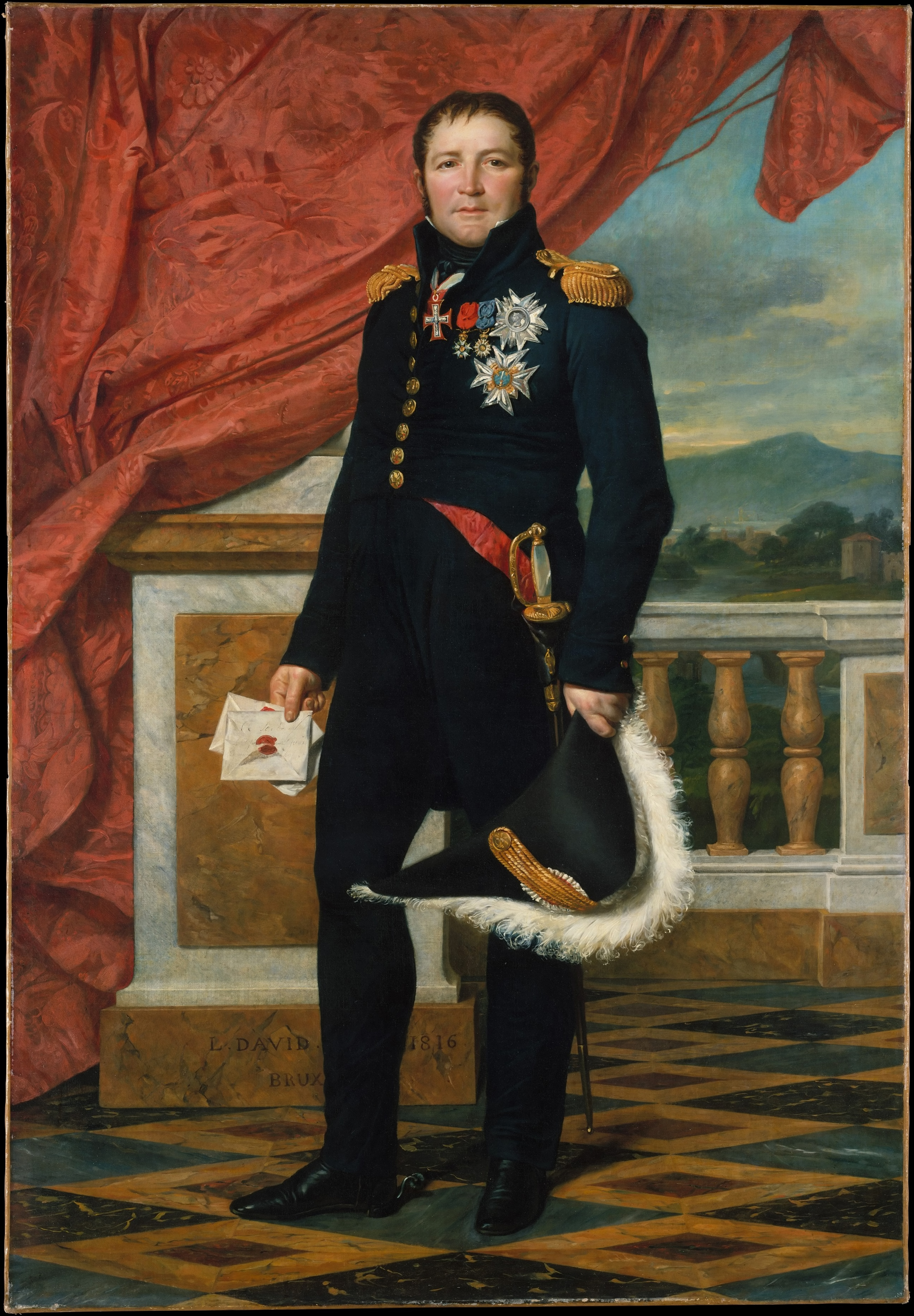
Gen. Étienne Maurice Gérard, dowódca 35 Dywizji w 1813

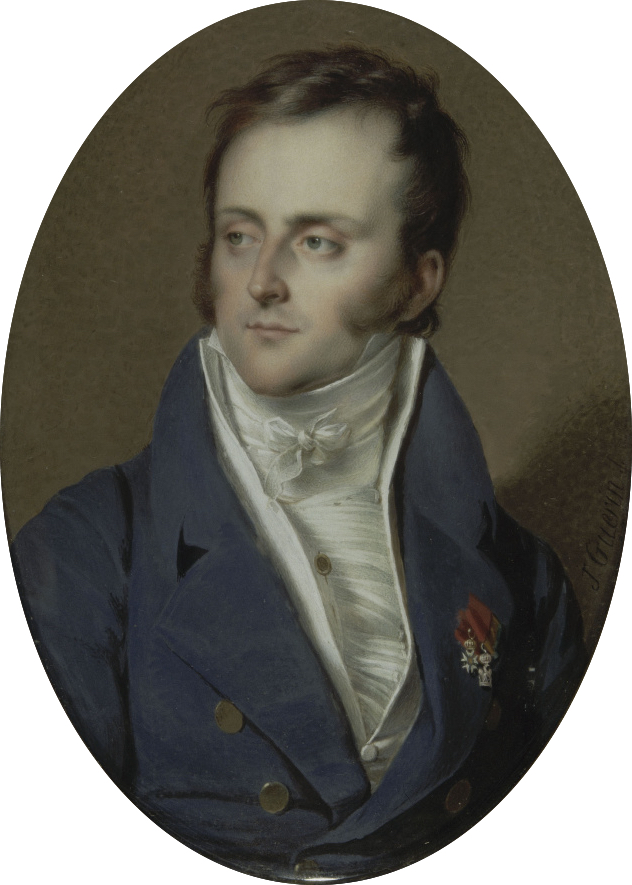
Charles Huchet de La Bédoyère, dowódca 112 Pułku Piechoty Liniowej w 1813

- dowódca marszałek Pierre Augereau
- 62 000 ludzi

## Skład w sierpniu 1813
Kwatera główna XI Korpusu Wielkiej Armii mieściła się w Löwenberg (pol. Lwówek Śląski).
- dowódca marszałek Étienne Macdonald, książę Tarentu
- szef sztabu – gen. dyw. Louis Sébastien Grundler (1774–1833)
- dowódca artylerii – płk Sautereau
- dowódca saperów – szef batalionu Marion

- 31 Dywizja – gen. dyw. François Roch Ledru des Essarts (1770–1844)
- 1 Brygada – gen. Philibert Fressinet (1769–1821)
  - 11 Półbrygada Prowizoryczna (27 Pułk, 20, 102 Pułk Piechoty Liniowej) – mjr Baltie
  - 13 Półbrygada Prowizoryczna (5, 11, 79 Pułk Piechoty Liniowej) – mjr Ferrand
- 2 Brygada – gen. François Nivard Charles Joseph d’Henin
  - Westfalscy fizylierzy gwardii
  - 8 Westfalski Pułk Piechoty Liniowej
  - 4 Westfalski Pułk Piechoty Lekkiej
- 3 Brygada – gen. Macdonald de Klor Renald
  - Pułk Elitów Neapolitańskich
  - 4 Neapolitański Pułk Piechoty Lekkiej
  - Dwie francuskie baterie piesze, westfalska bateria piesza, oddział wozów artyleryjskich

- 35 Dywizja – gen. Étienne Maurice Gérard (1773–1852)
- 1 Brygada – gen. Senecal
  - 6 Pułk Piechoty Liniowej – mjr Frossar
  - 112 Pułk Piechoty Liniowej – Charles Angélique François Huchet de La Bédoyère (1786–1815)
- 2 Brygada – gen. Carlo Zucchi
  - 2 Włoski Pułk Piechoty Lekkiej – mjr Jabin
  - 5 Włoski Pułk Piechoty Liniowej – płk Bernard Peri
  - Bateria piesza francuska, bateria konna włoska, mieszany oddział wozów artyleryjskich

- 36 Dywizja – gen. Henri François Marie Charpentier
- 1 Brygada – gen. François Martin Valentin Simmer (1776–1847)
  - 22 Pułk Piechoty Lekkiej – płk Joseph Charras
  - 10 Pułk Piechoty Liniowej – mjr Emion
- 2 Brygada – gen. Claude Marie Meunier (1770–1846)
  - 3 Pułk Piechoty Lekkiej – mjr Tissot
  - 14 Pułk Piechoty Lekkiej – płk Tripp
  - Dwie baterie piesze, oddział wozów artyleryjskich

- Brygada Lekkiej Kawalerii – gen. Alexandre Montbrun
  - 4 Pułk Szaserów Włoskich – płk Ercolei
  - Szwoleżerowie Wurzburga – dow. Hermetz
  - 2 Pułk Szaserów Neapolitańskich – płk Regnier
  - Rezerwa i tabor korpusu – cztery baterie piesze, bateria konna, dwie kompanie saperów francuskich, kompania saperów włoskich, oddziały wozów artyleryjskich